# Johan Levart

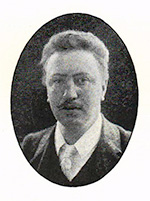
Johan Levart

Johan Peter Levart, född 21 december 1875 i Kvidinge socken, död 5 maj 1911 i Stockholm, var en svensk journalist och författare. Pseudonymer: Satyr, Pelle och J.L..

## Biografi
Levarts föräldrar var handlanden Julius Teodor Svensson och Bengta Nilsson. Han tog studentexamen 1893 och studerade vid Lunds universitet. 
Han var från 1895 journalist på olika tidningar i Stockholm bland annat på Dagens Nyheter. År 1902 var han redaktör för skämttidningen Kläm och 1904 övertog han och redigerade den frispråkiga och satiriska veckotidningen Figaro fram till sin död.  
Levart skrev även skönlitteratur.
Han var gift med Anna Elisabet Zetterström (1871-1952).

### Redaktörskap
- Kläm. Stockholm. 1899-1902. Libris 3168714
- Figaro : konst, kultur, kritik. Stockholm. Libris 2572614